# Khai thác mỏ lộ thiên

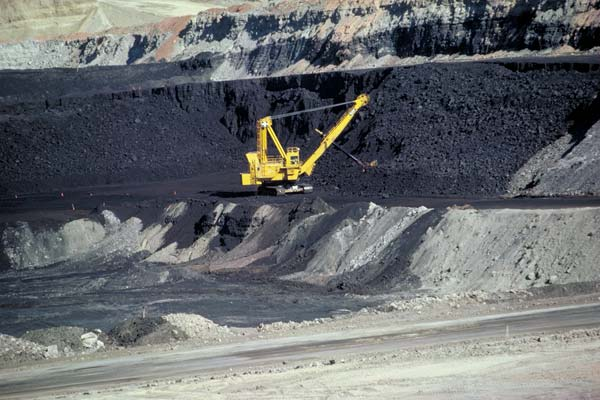
Mỏ than cắt tầng ở Wyoming

Khai thác mỏ lộ thiên là một hình thức khai thác mỏ mà theo đó cần phải bóc lớp đất đá phủ trên loại khoáng sản cần khai thác. Khai thác mỏ lộ thiên bắt đầu từ giữa thế kỷ 16  Ở thế kỷ 20, hình thức này trở nên phổ biến, và là hình thức chính để khai thác than ở Hoa Kỳ. Đa số hình thức khai thác lộ thiên đều dùng các thiết bị máy móc lớn, như máy xúc đất, để loại bỏ lớp đất đá bề mặt. Kế tiếp là dùng máy xúc tay gàu kéo cáp (dragline excavator) hoặc máy xúc nhiều gàu kiểu roto (bucket-wheel excavator) để lấy khoáng sản.

## Các dạng khai thác
Có nhiều dạng khai thác mỏ lộ thiên, theo đó hình thức khai thác dải và khai thác mỏ mở là hai hình thức phổ biến nhất.

### Khai thác dải

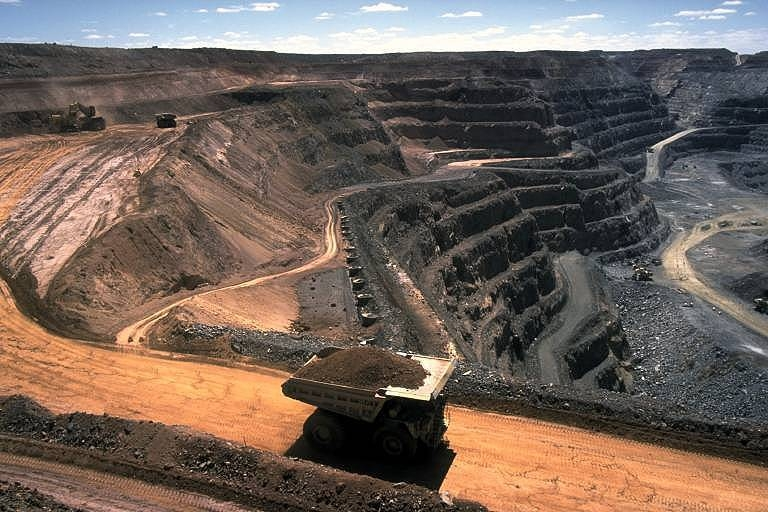
Khai thác than đá theo hình thức dải ở Úc

Trong dạng khai thác này, lớp đất đá được loại bỏ theo dải (vạch) để lộ các lớp mỏ, quặng ở dưới. Trong một hoạt động khai thác điển hình, dải khấu đầu tiên được loại bỏ và đặt qua một bên, kế đến dải đất thứ hai cũng được loại bỏ bên cạnh dải đất thứ 1. Quá trình này lặp lại cho đến khi khai thác được toàn bộ mỏ hoặc độ dày giữa các dải đất quá lớn để không thể khai thác được nữa. Thông thường người ta dùng hình thức khai thác dải để khai thác than đá và than nâu. Hình thức khai thác dải chỉ áp dụng nếu thân khoáng ở gần bề mặt.
Có 2 dạng khai thác dải chính là khai thác dải theo khu vực và khai thác dải vạch viền. Trong đó, phương pháp phổ biến là "khai thác dải theo khu vực", được áp dụng cho địa hình tương đối bằng phẳng. Phương pháp thứ 2 là "khai thác dải vạch viền", loại bỏ đất đá ở theo viền ở khu vực địa hình đồi núi. Phương pháp này tương tự như việc tạo các bậc thang đi sâu dần vào lòng đất bằng máy khoan.

### Khai thác mỏ mở

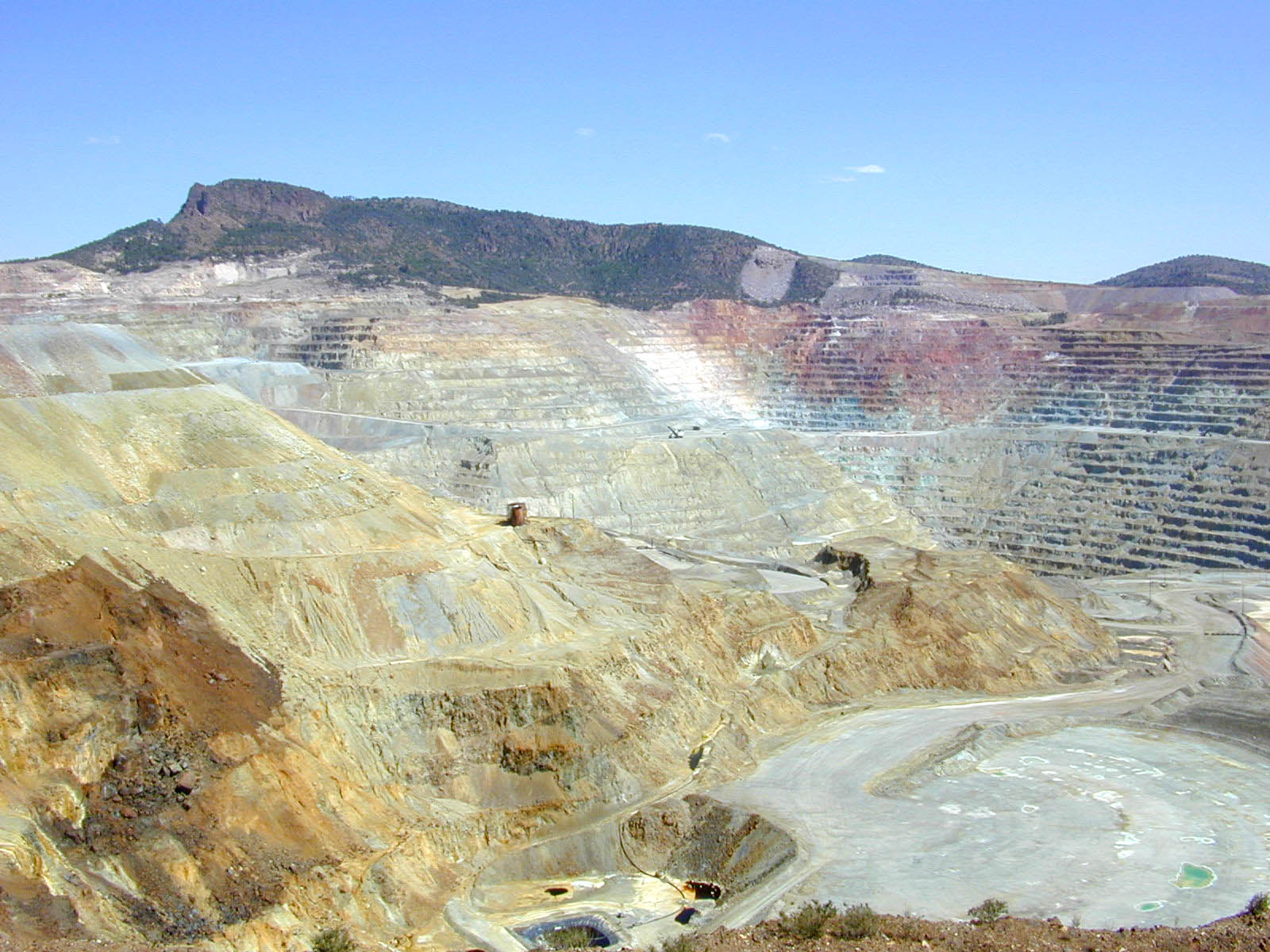
Mỏ Chino ở gần thành phố Silver, New Mexico là 1 mỏ đồng mở.

Khai thác mỏ mở là một phương pháp lấy đá hay khoáng sản từ lòng đất thông qua việc loại bỏ chúng từ 1 hố mở. Đôi khi người ta nhầm lẫn khai thác mỏ mở giống như phương pháp khai thác dải, tuy nhiên 2 phương pháp này là khác nhau do khai thác mỏ mở có ít đất đá phủ (overburden) hơn. Đa số vật liệu được loại bỏ trong quá trình khai thác mỏ mở là khoáng sản, trong khi đó vật liệu được loại bỏ trong quá trình khai thác dải lại là đất đá phủ (đất, đá,...).

### Khai thác loại bỏ đỉnh núi
Khai thác loại bỏ đỉnh núi là hình thức khai thác mỏ nằm dưới đỉnh núi bằng cách đầu tiên phải loại bỏ lớp đất đá ở đỉnh núi. Người ta thường thuốc nổ để phá vỡ các lớp đất đá phía trên mỏ, sau đó xúc các lớp đất đá này đi. Các xe tải lớn sẽ chở các chất thải dư thừa này đến các hố rỗng hoặc thung lũng gần đó để lấp đầy.

### Khai thác mỏ nạo vét
Nạo vét là hình thức khai thác mỏ dưới lớp đất gần nước ngầm (water table). Hình thức này đa số liên quan đến khai thác vàng. Công việc nạo vét nhỏ lẻ thường sử dụng ống bơm để hút để mang vật liệu khai thác từ dưới đáy nước.

### Khai thác mỏ tường cao (highwall)
Đây là hình thức khác của việc khai thác mỏ lộ thiên được phát triển từ khai thác bằng mỏ khoan. Trong khai thác mỏ tường cao, vỉa than bị xuyên thủng bởi một máy đào liên tục được đẩy bởi một cơ chế chuyển động đẩy thủy lực (PTM).

## Khai thác mỏ trong văn hóa
- Tiểu thuyết Gray Mountain (tiểu thuyết của Grisham) (2014) của John Grisham nói về khai thác mỏ và các tác động có hại ở dãy Appalachian.[6]
- Bài hát Paradise của John Prine về chủ đề tàn phá Kentucky bằng khai thác mỏ.[7]